# Artemis (burdel)
El Artemis es uno de los burdeles más grandes de Alemania, ubicado en Berlín. Fue inaugurado en septiembre de 2005, en un edificio de cuatro plantas que cuenta con piscina, saunas, cine y con capacidad de 120 prostitutas y más de 600 clientes.

## Nombre y ubicación
Algunos artículos de prensa han señalado que el nombre del burdel es un tanto blasfemo, ya que el nombre deriva de Artemisa, diosa de la mitología griega que se comprometía a permanecer virgen.
El Artemis se encuentra cerca del extremo oeste de la avenida Kurfürstendamm, en una zona industrial de Charlottenburg, cerca de la estación de metro y ferrocarril de Westkreuz y a unos 0,5 km al sur del centro de congresos ICC. Está a poco más de 2 kilómetros del Estadio Olímpico de Berlín, famoso por albergar los Juegos Olímpicos de Berlín 1936 y sede de varios partidos de la Copa Mundial de Fútbol de 2006.

## Organización y propiedad
Artemis fue creado por el empresario turco Haki Simsek por unos 5 millones de euros. Las primeras inversiones procedieron del financiero alemán Florian Homm. Una crítica en una publicación alemana en línea escribió: "Aunque el exterior del edificio es tan erótico como un parque de oficinas corporativas, el interior es un extraño cruce entre Las Vegas de mediados de los 90 y una película británica cursi de 'Carry-On'".
Artemis está organizado como un club de sauna, similar a otros burdeles alemanes: tanto los clientes como las prostitutas pagan una entrada y pueden utilizar las instalaciones durante 24 horas. La entrada cuesta 80 euros (40 para taxistas y pensionistas los domingos y lunes); media hora de sexo cuesta 60 euros. La comida y las bebidas no alcohólicas están incluidas en el precio de la entrada. Las bebidas alcohólicas pueden adquirirse en el bar y cuestan a partir de 10 euros la cerveza. 
En una noche normal trabajan 50 mujeres, la mayoría desnudas o casi desnudas, excepto ciertos días, como el miércoles, que es el "día de la lencería". Las mujeres trabajan en dos turnos, que empiezan a las 11 y a las 19 horas. Los servicios sexuales suelen incluir sexo oral sin preservativo y relaciones sexuales con preservativo. El pago se entrega directamente a las mujeres después del acto; la casa no recibe tajada, sino que regula los precios y los servicios.
El burdel tiene 49 empleados, además de las prostitutas, que oficialmente no son empleadas, pero tienen que seguir las normas de la casa en cuanto a servicios y vestidos. Cada prostituta paga un impuesto previo de 30 euros al día al gobierno, que recauda el burdel. Las mujeres son entrevistadas periódicamente por funcionarios de la oficina estatal de policía criminal. Las prostitutas pueden alojarse en el burdel, alquilando habitaciones en la cuarta planta, que está vedada a los clientes.
Los clientes dejan en Artemis unos 25 millones de euros al año, de los que aproximadamente la mitad van a parar a las prostitutas. Los beneficios anuales de Artemis se estiman en 3 millones de euros.
El grupo alemán de apoyo a las prostitutas Hydra ha respaldado el concepto de transparencia, pero se ha reservado su opinión hasta que puedan evaluarse las condiciones de trabajo de las mujeres.
En Alemania existen varios clubes comparables, la mayoría en la zona norte de Fráncfort. Uno de ellos, Atlantis, cerró en 2004 tras problemas legales.

## Acontecimientos e incidentes
Varias fuentes de noticias informaron sobre Artemis en relación con el aumento previsto de la prostitución en Alemania durante la Copa Mundial de la FIFA 2006. Norman Jacob, el abogado del propietario, fue citado en un artículo diciendo: "El fútbol y el sexo van de la mano". El 30 de junio de 2006, The New York Times informó de que estas expectativas habían sido aparentemente demasiado optimistas.
En la madrugada del 17 de agosto de 2012, cuatro clientes se negaron a pagar su cuenta en Artemis. Uno de ellos sacó una pistola y disparó contra los porteros, hiriendo a tres de ellos.A continuación, el grupo huyó en coche. 
El arma era una pistola de alarma modificada que disparaba balas de plástico. Unas semanas después, un ruso residente en Berlín fue detenido como sospechoso del caso.
Como parte de una campaña para criminalizar la compra de sexo, cinco miembros en topless de la organización activista feminista Femen se encadenaron a la entrada de Artemis el 27 de noviembre de 2013.
El 14 de abril de 2016, Artemis fue objeto de una redada por parte de 900 policías y agentes de aduanas que investigaban la trata de seres humanos y la evasión fiscal. La policía había obtenido información de que miembros de los Ángeles del Infierno obligaban a algunas mujeres a trabajar en Artemis. Una de estas mujeres había hablado con la policía sobre su proxeneta abusivo, un ex portero de fútbol profesional que sería declarado culpable de trata, coacción y extorsión y condenado a 7 años de prisión en octubre de 2017.
Los cargos de evasión fiscal contra Artemis se basaban en la acusación de que las prostitutas que trabajaban allí estaban clasificadas fraudulentamente como contratistas independientes en lugar de como empleadas. El burdel reabrió al día siguiente, pero los dos gerentes, Hakim y Kenan Simsek, y cuatro madames permanecieron bajo custodia. A finales de julio de 2016, el Kammergericht ordenó su puesta en libertad por falta de pruebas suficientes. Los abogados defensores anunciaron planes para demandar al estado de Berlín por daños y perjuicios, argumentando que las autoridades habían aprobado las prácticas comerciales de Artemis durante años.